# Amphoe Lat Bua Luang
Amphoe Lat Bua Luang (Thai: ลาดบัวหลวง, Aussprache: ʔāmpʰɤ̄ː lâːt būa lǔaŋ) ist ein Landkreis (Amphoe – Verwaltungs-Distrikt) im südlichen Teil der Provinz Ayutthaya („Provinz Phra Nakhon Si Ayutthaya“). Die Provinz Ayutthaya liegt in der Zentralregion von Thailand.

## Geographie
Benachbarte Landkreise (von Norden im Uhrzeigersinn): die Amphoe Bang Sai (บางซ้าย), Sena und Bang Sai (บางไทร) der Provinz Ayutthaya, Amphoe Sam Khok und Lat Lum Kaeo der Provinz Pathum Thani, Amphoe Sai Noi der Provinz Nonthaburi, Amphoe Bang Len der Provinz Nakhon Pathom und Amphoe Song Phi Nong der Provinz Suphan Buri.

## Geschichte
Lat Bua Luang wurde 1947 offiziell als Amphoe eingerichtet, indem Tambon Lat Bua Luang vom Amphoe Bang Sai abgetrennt wurde.

## Verwaltungsgliederung

### Provinzverwaltung
Der Landkreis Lat Bua Luang ist in sieben Tambon („Unterbezirke“ oder „Gemeinden“) eingeteilt, die sich weiter in 58 Muban („Dörfer“) unterteilen.
| Nr. | Name                 | Thai          | Muban | Einw. |
| --- | -------------------- | ------------- | ----- | ----- |
| 1.  | Lat Bua Luang        | ลาดบัวหลวง     | 09    | 7.749 |
| 2.  | Lak Chai             | หลักชัย         | 10    | 5.417 |
| 3.  | Sam Mueang           | สามเมือง       | 08    | 6.802 |
| 4.  | Phraya Banlue        | พระยาบันลือ     | 07    | 6.115 |
| 5.  | Singhanat            | สิงหนาท        | 07    | 3.250 |
| 6.  | Khu Salot            | คู้สลอด         | 10    | 5.097 |
| 7.  | Khlong Phraya Banlue | คลองพระยาบันลือ | 07    | 4.189 |

### Lokalverwaltung
Es gibt zwei Kommunen mit „Kleinstadt“-Status (Thesaban Tambon) im Landkreis:
- Lat Bua Luang (Thai: เทศบาลตำบลลาดบัวหลวง) bestehend aus Teilen des Tambon Lat Bua Luang.
- Sam Mueang (Thai: เทศบาลตำบลสามเมือง) bestehend aus dem kompletten Tambon Sam Mueang.

Außerdem gibt es sechs „Tambon-Verwaltungsorganisationen“ (องค์การบริหารส่วนตำบล – Tambon Administrative Organizations, TAO)
- Lat Bua Luang (Thai: องค์การบริหารส่วนตำบลลาดบัวหลวง) bestehend aus Teilen des Tambon Lat Bua Luang.
- Lak Chai (Thai: องค์การบริหารส่วนตำบลหลักชัย) bestehend aus dem kompletten Tambon Lak Chai.
- Phraya Banlue (Thai: องค์การบริหารส่วนตำบลพระยาบันลือ) bestehend aus dem kompletten Tambon Phraya Banlue.
- Singhanat (Thai: องค์การบริหารส่วนตำบลสิงหนาท) bestehend aus dem kompletten Tambon Singhanat.
- Khu Salot (Thai: องค์การบริหารส่วนตำบลคู้สลอด) bestehend aus dem kompletten Tambon Khu Salot.
- Khlong Phraya Banlue (Thai: องค์การบริหารส่วนตำบลคลองพระยาบันลือ) bestehend aus dem kompletten Tambon Khlong Phraya Banlue.